# Billel Omrani
Abdel Slem Billel Omrani (n. 2 iunie 1993, Forbach, Lorraine⁠(d), Franța) este un fotbalist francez și algerian, care joacă pe post de atacant la Poli Iași în SuperLiga României. Pe plan internațional, are prezențe la națională pentru Franța U17⁠(d), Franța U18⁠(d), Franța U19⁠(d) și Algeria.

## Palmares
Olympique Marseille
- Coupe de la Ligue (1): 2011-12

CFR Cluj
- Liga I (5): 2017–18, 2018–19, 2019–20, 2020–21, 2021–22
- Supercupa României (2): 2018, 2020